# Magister artium
Magister artium, ook wel liberalium artium magister (Nederlands: meester in de vrije kunsten) was in de Europese middeleeuwen en vroegmoderne tijd een academische graad en een titel voor studenten die een opleiding in de artes liberales hadden voltooid. In de huidige academische wereld is de Master of Arts (MA) toegespitst op geesteswetenschappen of kunsten.

## Geschiedenis
Het programma van de zeven vrije kunsten ging terug op de klassieke oudheid en bestond uit het op taal gerichte trivium en het op wiskunde gerichte quadrivium. Het eerste omvatte grammatica, retoriek en dialectiek, het tweede rekenkunde, meetkunde, muziek en astronomie. Na het voltooien van dit programma werd de student verondersteld de basiswetenschappen van die tijd te beheersen en had hij het recht als magister regens het trivium te onderwijzen. 
Het onderwijs in de zeven kunsten stond als een propedeuse tussen het lager onderwijs – lezen, schrijven, rekenen en zingen – en de eigenlijke studie van de wetenschappen (waarbij theologie werd gezien als de moeder van alle wetenschappen). De leerstof van de artes werd onderwezen in klooster-, kathedraal- en stadsscholen (in die laatste door "vrije meesters"). Bij het ontstaan van de universiteiten in de hoge middeleeuwen waren er vier faculteiten, waarbij de Facultas Artium toegang gaf tot de hogere faculteiten voor theologie, rechten en geneeskunde. Waar dit volledige aanbod aanwezig was, sprak men van een Studium Generale.
De kunstenfaculteit kende de titel baccalaureus artium toe na een eerste examen, en magister artium na een tweede. De toelating om les te geven (licentia docendi) in de vrije kunsten werd deels verworven door het baccalaureaat, maar was pas volledig met het magisterium. Vanaf de 15e eeuw was het onderwijsrecht slechts compleet met een doctoraat (doctor philosophiae).